# 黃鵬奮
黃鵬奮（？—？），字少石，廣西省容縣人。清朝進士、官員。

## 生平
黃鵬奮為道光十六年（1836年）丙申恩科進士，分發廣東以知縣任用，最初代理鎮平縣事，當地民風彪悍，械斗時有發生，鵬奮方到任即革除此俗，將鬧事者繩之以法。不久知澄邁縣。充丁酉科廣東鄉試內收掌官。因丁憂去職，主講郡城傳經書院。曾組織團練抗擊太平軍。後來時局日壞，鵬奮上京謁選，行至保定而卒。民國《容縣志》有傳。

## 家族
黃鵬奮之侄黃金韶為道光道光二十七年（1847年）聯捷丁未科二甲第一百名進士。黃金韶之子黃玉忠為光緒九年（1883年）癸未科進士。另外，家族還有五人得中舉人，分別為黃鵬霄、黄金荃、黄玉年、黄玉桓、黄玉梁。在當地有“父子公孫三代進士五舉人”之稱，顯赫一時。黄玉梁子黃紹竑為民國年間桂系首領。

## 外部連結
- 荒蕪與繁華之間 《廣西日報》2010年1月12日